# 中山麻紀子
中山 麻紀子（なかやま まきこ・1975年11月20日 - ）は、千葉県出身の元チアリーダー。身長：160cm、体重：48kg。血液型はB型。
株式会社チアリングインターナショナル代表取締役社長。NPO Ring THE WORLD代表理事。US-Japanリーダーシッププログラム2008-2009年代表。スコット・M　ジョンソンフェロー。NFLワシントン・レッドスキンズチアリーダーオーディション審査員(2015,2016,2017,2018,2019,2020)。
NFLのワシントン・レッドスキンズ（現ワシントン・コマンダース）でチアリーダーを務めた。

## 来歴
- 専修大学経済学部在学中にチアリーディング部「BLASTS」に在籍。
- 大学3年の時にオレゴン州に留学。オレゴン大学DUCKSチアリーディングチームにてアシスタントとして学ぶ。
- 1999年、オンワード樫山に入社。Xリーグ「オンワードオークス」チアリーダーズに加入。
- 2001年、チーム合併により新たに発足した「オンワードスカイラークス」チアリーダーズに参加。
- 2002年4月、NFLのワシントン・レッドスキンズのチアリーダーズオーディションに合格。2003年～2004年シーズンもレッドスキンズのチアリーダーとして活動した。
- 2005年に日本の女の子たちを中心に教育をしたいという情熱を持ち、チアを通した教育を中心に行う、CheeRing School（チアリングスクール）を設立。設立第1校目は湘南地区のため、全てのCheeRing Schoolのチーム名が「Golden Waves（ゴールデンウェーブズ）。
- 2007年、NFLのワシントン・レッドスキンズのチアリーダーディレクターのStephanie Jojokianを招待し、CheeRing  サマーキャンプを開催、以後サマーキャンプは同氏とパートナーシップを組み10年以上継続。
- 2009年　世界を「Ring（輪）」として繋げるテーマとして、パフォーマンス発表会『CheeRing フェスタ』を発足。その後、ネパール連邦民主共和国大使館、コロンビア共和国大使館、コソボ共和国大使館などの日本在中大使館や企業などの協力を得て毎年開催（NPO Ring THE WORLDとの共同開催活動）。
- 2010年　株式会社チアリングインターナショナルを設立。
- 2011年発足のbjリーグ（当時）・千葉ジェッツのチアリーディングチーム「STAR JETS」の初代ディレクターを務めた。
- 2013年　CheeRing Schoolの8名を連れ、NFL公式試合でのピンクリボン（乳がんの啓蒙活動）ハーフタイムショーでのパフォーマンスを約200名のアメリカ人中高生チアリーダーと共にパフォーマンスを行う。また、在ワシントンDC日本大使館に招聘。
- 2013年　東アフリカ、ウガンダの井戸1つ分建設費用をNGO団体ClearWater Initiativeを通して寄付（NPO Ring THE WORLDとの共同開催活動）。
- 2014年　在日ウガンダ大使館に招聘される。
- 2014年～2020年　ワシントンレッドスキンズチアリーダーオーディション審査員
- 2015年　2016年、2017年　全米桜まつりにてパレード、ジャパンストリートフェスティバルにてパフォーマンスをする（NPO Ring THE WORLDとの共同開催活動）。
- 2017年　レインボープライド（LGBTQ）のオープニングイベントのステージにてパフォーマンス。
- 2017年　CheeRing School全20校の他に、英語を体で覚えるプログラムPOPRing Englishを開校。
- 2019年　東京都ジョイントの英語村Tokyo Global Gatewayへのカリュキュラム展開
- 2021年　幼児向けオンライン英語 Cheer in Englishを開校。

## 現在の活動
- ダンススクール CheeRing School 校長、全20校（2006年～ ）
- 英語を体で覚えるプログラムPOPRing Englishを開校（2017年～ ）
- 幼児向けオンライン英語 Cheer in Englishを開校（2021年～）